# Canton de Chalamont
Le canton de Chalamont est une ancienne division administrative française, située dans le département de l'Ain en région Auvergne-Rhône-Alpes.

## Géographie
Ce canton était organisé autour de Chalamont dans l'arrondissement de Bourg-en-Bresse. Son altitude variait de 218 m pour  Châtillon-la-Palud à 331 m pour Villette-sur-Ain, avec une moyenne de 285 m.

## Histoire

Localisation du canton dans l'Ain avant 2015

- De 1833 à 1845, les cantons de Chalamont et de Meximieux avaient le même conseiller général. Le nombre de conseillers généraux était limité à 30 par département[1].
- Par le décret du 13 février 2014, le canton est supprimé à compter des élections départementales de mars 2015[2], en application de la loi du 17 mai 2013 prévoyant le redécoupage des cantons français.

## Représentation

### Conseillers généraux de 1833 à 2015
| Période      | Période          | Identité                            | Étiquette                | Qualité |
| ------------ | ---------------- | ----------------------------------- | ------------------------ | --- |
| 1833         | 1836             | Denis Bertholon de Polet            | Majorité gouvernementale | Ecrivain, propriétaire du château de Pollet à Saint-Maurice-de-Gourdans Député (1831-1834)                                                                  |
| 1836         | 1845             | Charles Rivoire                     |                          | Juge de paix à Chalamont, conseiller d'arrondissement |
| 1845         | 1848             | Jean-Baptiste François de Montherot |                          | Maire de Charnoz Président de l'Académie de Lyon |
| 1848         | 1852             | Charles Rivoire                     |                          | Juge de paix à Chalamont |
| 1852         | 1864             | Alexis de Monicault                 | Monarchiste              | Ancien Préfet, propriétaire à Versailleux |
| 1864         | 1874             | Jules Jullien                       |                          | Avocat, maire de Saint-Jean-de-Niost |
| 1874         | 1882 (décès)     | Joannès Orsel                       |                          | Propriétaire à Saint-Nizier-le-Désert |
| 1882         | 1892             | Charles Bayard                      | Droite                   | Propriétaire à Châtillon-la-Palud |
| 1892         | 1908 (démission) | Alexis Salomon                      | Rad.                     | Propriétaire à Châtenay Maire de Chalamont (1896-1904) |
| 1908         | 1922             | Étienne Jacquemet                   | Rad.                     | Maire de Chalamont (1908-1922) |
| 1922         | 1928             | Émile Bravet                        | Rad.                     | Notaire Député (1928-1936) |
| 1928         | 1934             | Claude Godard                       | RG                       | Maire de Châtillon-la-Palud (1912-1930), conseiller d'arrondissement                                                                                        |
| 1934         | 1940             | François Janériat                   | PRS                      | Menuisier Maire de Châtillon-la-Palud (1930-1942) |
|              |                  |                                     |                          | |
| 1942         | 1945             | Pierre de Monicault                 | URD                      | Ingénieur agronome Maire de Versailleux Ancien député URD (1919-1932) Nommé conseiller départemental en 1942 Président du Conseil départemental (1942-1945) |
|              |                  |                                     |                          | |
| 1945         | 1957 (décès)     | Maxime Janériat                     | SFIO                     | Menuisier Maire de Châtillon-la-Palud (1943-1957) |
| 30 juin 1957 | 1970 (décès)     | Marius Revel                        | SFIO                     | Ouvrier plâtrier, Chalamont |
| 1970         | 1994             | Louis Lamarche                      | Rad. puis MRG            | Négociant en produits agricoles Maire de Chalamont (1965-1995)                                                                                              |
| 1994         | 2008             | Jean-Pierre Billot                  | UDF-PR puis DVD          | Expert-comptable, adjoint au maire de Chalamont |
| 2008         | 2015             | Gérard Branchy                      | DVG                      | Professeur de collège, maire de Versailleux depuis 2003 |

### Conseillers d'arrondissement (de 1833 à 1940)
Le canton de Chalamont appartenait à l'arrondissement de Trévoux jusqu'en 1926.
| Période                                  | Période          | Identité                      | Étiquette           | Qualité |
| ---------------------------------------- | ---------------- | ----------------------------- | ------------------- | --- |
| 1833                                     | 1836             | Charles Rivoire               |                     | Juge de paix, propriétaire, maire de Chalamont                                                              |
| 1836                                     | 1842             | Antoine Pingeon (1782-1868)   |                     | Ancien officier de hussards, propriétaire à Chalamont                                                       |
| 1842                                     | 1848             | M. Gavard                     |                     | Propriétaire à Chalamont                                                                                    |
| 1848                                     | 1861             | Jean-Baptiste Soffray         |                     | Propriétaire, maire de Chalamont                                                                            |
| 1861                                     | 1871             | Antoine-Louis Genod           |                     | Juge suppléant à Trévoux                                                                                    |
| 1871                                     | 1875 (décès)     | Jean Chabert (1833-1875)      |                     | Notaire à Trévoux, propriétaire à Châtillon-la-Palud                                                        |
| 1875                                     | 1882 (démission) | Jean Scohy                    |                     | Propriétaire à Villette-sur-Ain                                                                             |
| 1882                                     | 1895             | Benoit Métrillot              | Républicain         | Maire de Chalamont                                                                                          |
| 1895                                     | 1898 (décès)     | Joseph Alamercery (1832-1898) |                     | Bourrelier et tuilier à Chalamont                                                                           |
| mars 1898                                | 1901             | Jean-Claude Émériat           | Républicain         | Maire de Villette-sur-Ain                                                                                   |
| 1901                                     | 1919             | Joseph Crevat                 | Républicain Radical | Mécanicien à Châtillon-la-Palud                                                                             |
| 1919                                     | 1928             | Claude Godard                 | Républicain         | Maire de Châtillon-la-Palud                                                                                 |
| 1928                                     | 1937             | Claude Chaussat               | Rad.                | Cultivateur, ancien maire de Saint-Nizier-le-Désert                                                         |
| 1937                                     | 1940             | M. Rivet                      | RG                  | Maire de Saint-Nizier-le-Désert                                                                             |
| 1940                                     |                  |                               |                     | Les conseils d'arrondissement ont été suspendus par la loi du 12 octobre 1940 et n'ont jamais été réactivés |
| Les données manquantes sont à compléter. |                  |                               |                     | |

Source : Journal Le Courrier de l'Ain sur le site des archives départementales.

## Composition
Le canton de Chalamont regroupait huit communes et comptait 7 033 habitants en 2012 (population municipale).
| Nom                    | Code Insee | Intercommunalité | Population (dernière pop. légale) |
| ---------------------- | ---------- | ---------------- | --------------------------------- |
| Chalamont (chef-lieu)  | 01074      | CC de la Dombes  | 2 408 (2014)                      |
| Châtenay               | 01090      | CC de la Dombes  | 332 (2014)                        |
| Châtillon-la-Palud     | 01092      | CC de la Dombes  | 1 568 (2014)                      |
| Crans                  | 01129      | CC de la Dombes  | 266 (2014)                        |
| Le Plantay             | 01299      | CC de la Dombes  | 530 (2014)                        |
| Saint-Nizier-le-Désert | 01381      | CC de la Dombes  | 909 (2014)                        |
| Versailleux            | 01434      | CC de la Dombes  | 397 (2014)                        |
| Villette-sur-Ain       | 01449      | CC de la Dombes  | 704 (2014)                        |

## Démographie
| 1962  | 1968  | 1975  | 1982  | 1990  | 1999  | 2006  | 2011  | 2012  |
| ----- | ----- | ----- | ----- | ----- | ----- | ----- | ----- | ----- |
| 3 450 | 3 374 | 3 421 | 3 960 | 4 294 | 4 931 | 6 286 | 6 996 | 7 033 |